# Metropolitan Intercity Railway Company
La Metropolitan Intercity Railway Company (首都圏新都市鉄道株式会社, Shuto-ken Shin Toshi Tetsudō Kabushiki-gaisha), abrégée en MIR, est une compagnie japonaise de transport ferroviaire.
Son siège social se trouve dans l'arrondissement de Chiyoda à Tokyo. La compagnie accepte la carte PASMO.

## Histoire
L'entreprise a été créée le 15 mars 1991 dans le but de construire la ligne nouvelle Jōban. Elle obtient sa licence en décembre 1992. La ligne prend le nom de Tsukuba Express en 2001 puis ouvre finalement le 24 août 2005.

## Ligne
La compagnie possède et exploite la ligne Tsukuba Express. Cette ligne permet de relier Tokyo à la ville de Tsukuba au nord-est de Tokyo.
| Ligne                 | Nom japonais       | Terminus            | Longueur (km) | Stations |
| --------------------- | ------------------ | ------------------- | ------------- | -------- |
| Ligne Tsukuba Express | つくばエクスプレス | Akihabara - Tsukuba | 58,3          | 20       |

## Matériel roulant
La compagnie possède 41 trains composés de 6 voitures répartis sur trois modèles différents : la série TX-1000 (courant continu) et les séries TX-2000 et TX-3000 (bicourant continu/alternatif).

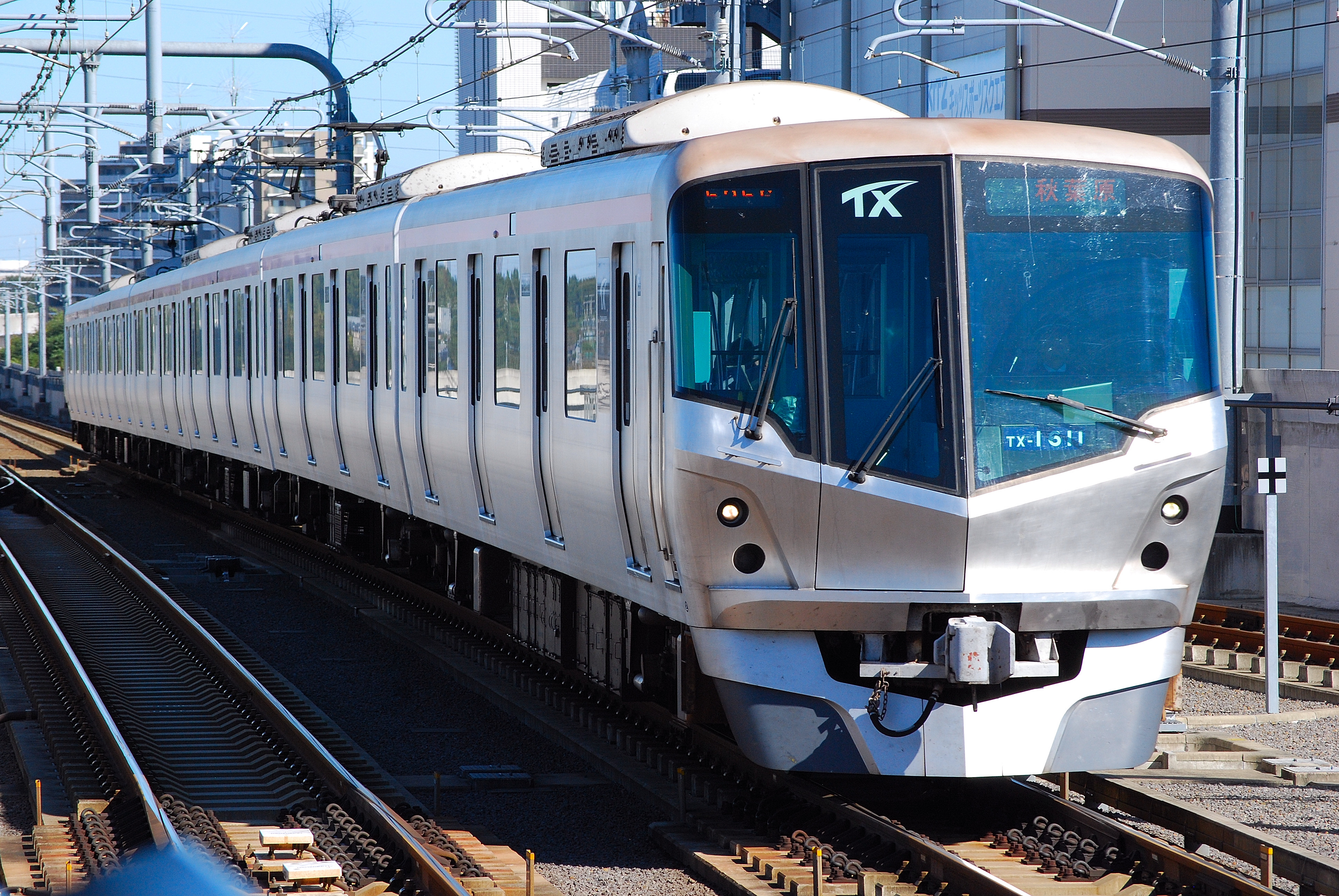
série TX-1000
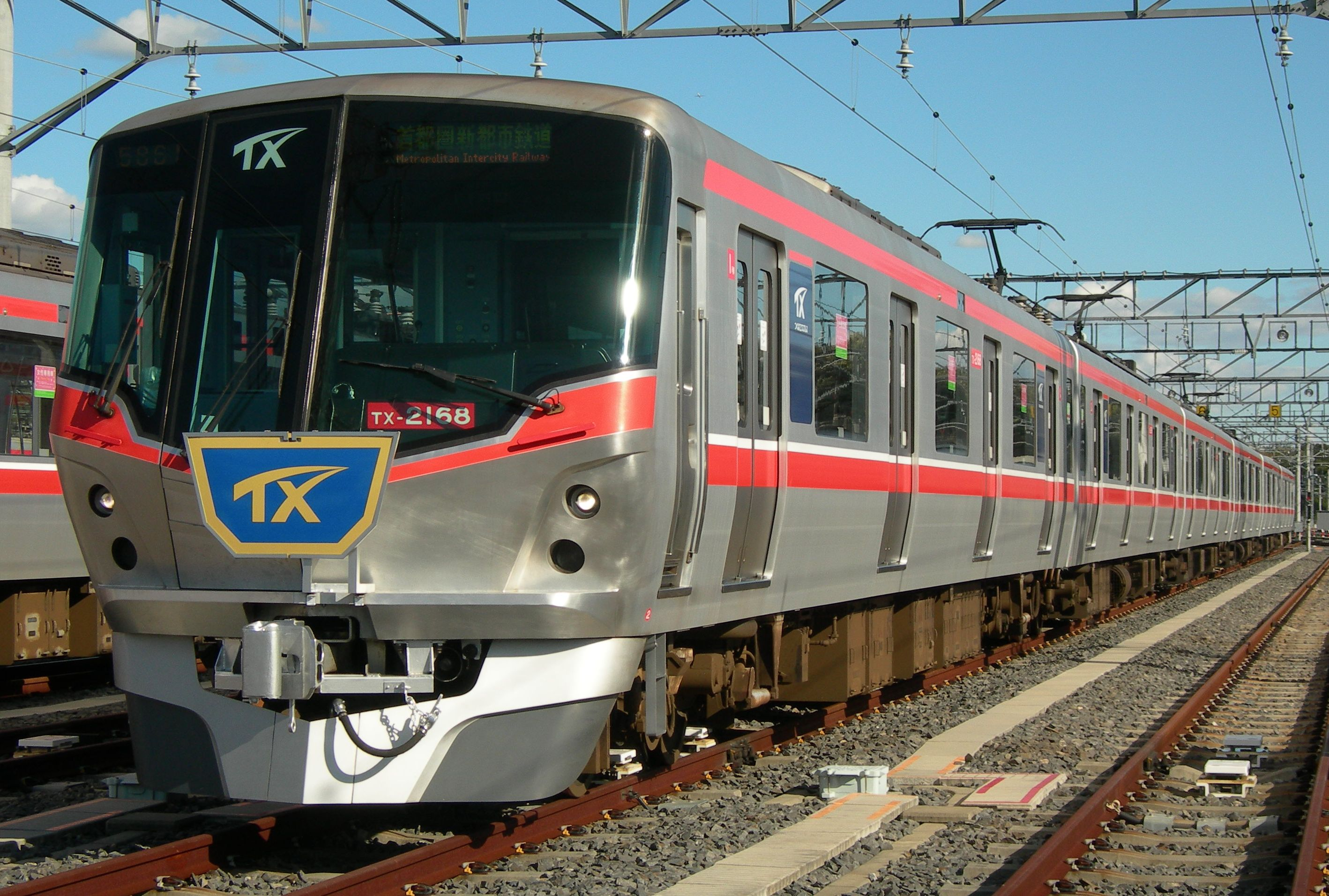
série TX-2000
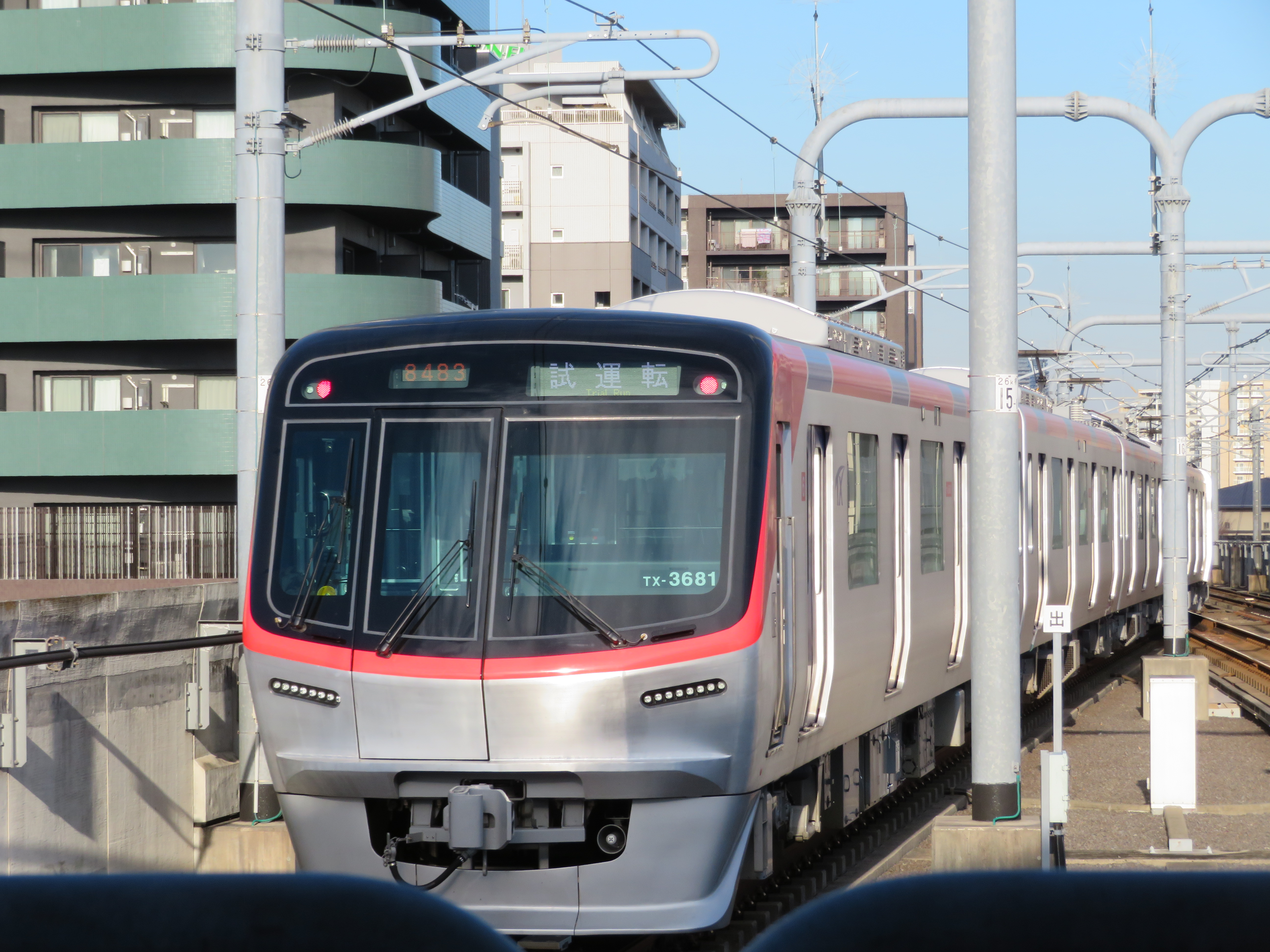
série TX-3000